# Rio Souparnika
O rio Souparnika é um rio que flui por Kundapur e Gungulli no estado de Karnataka, no oeste da Índia. Em seu percurso, se une com o rio Varahi, o rio Kedaka, o rio Chakra e o rio Kubja para finalmente desaguar no mar Arábico.